# Amstenrade

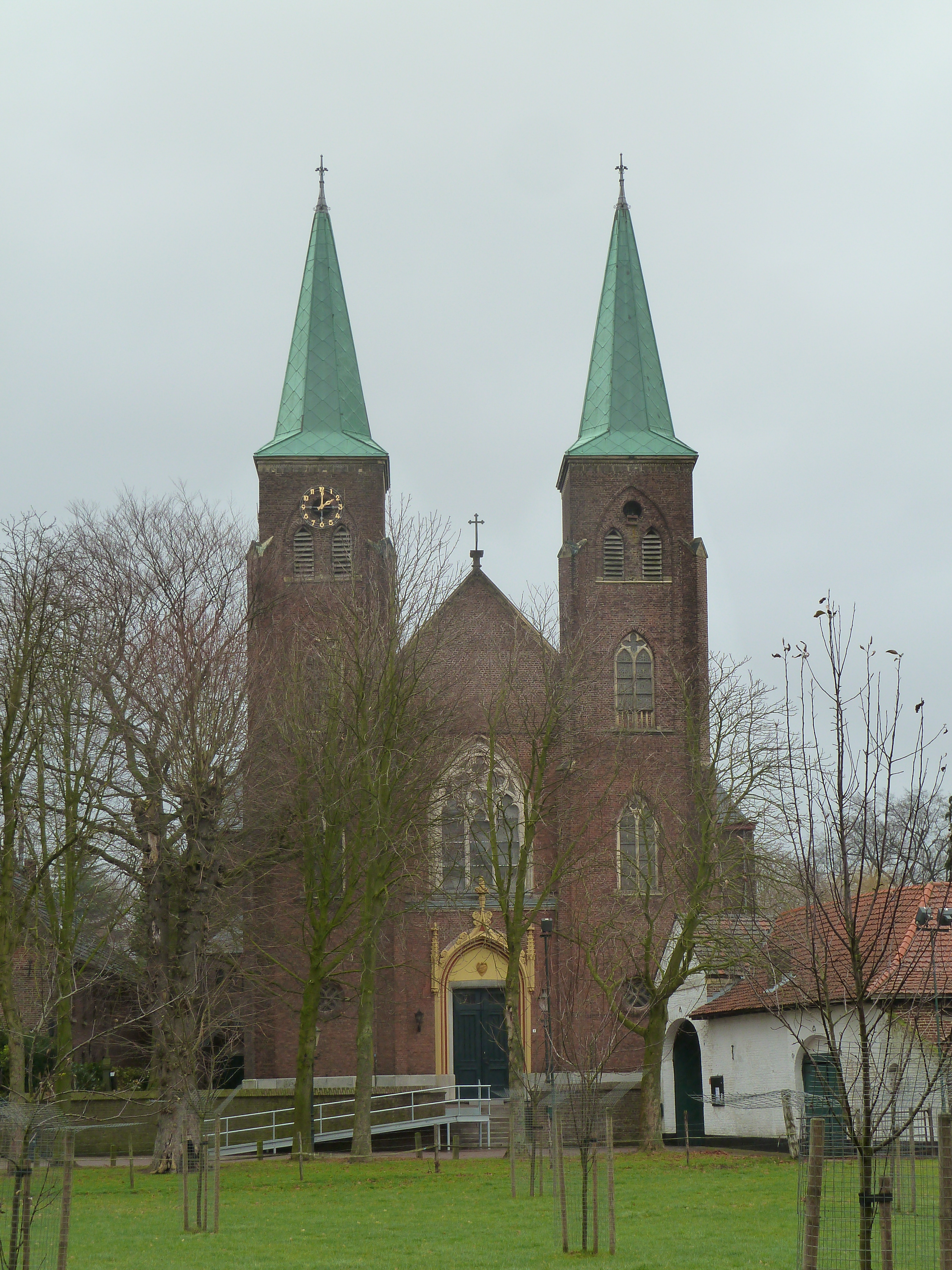
Amstenrade: la chiesa dell'Immacolata Concezione di Maria

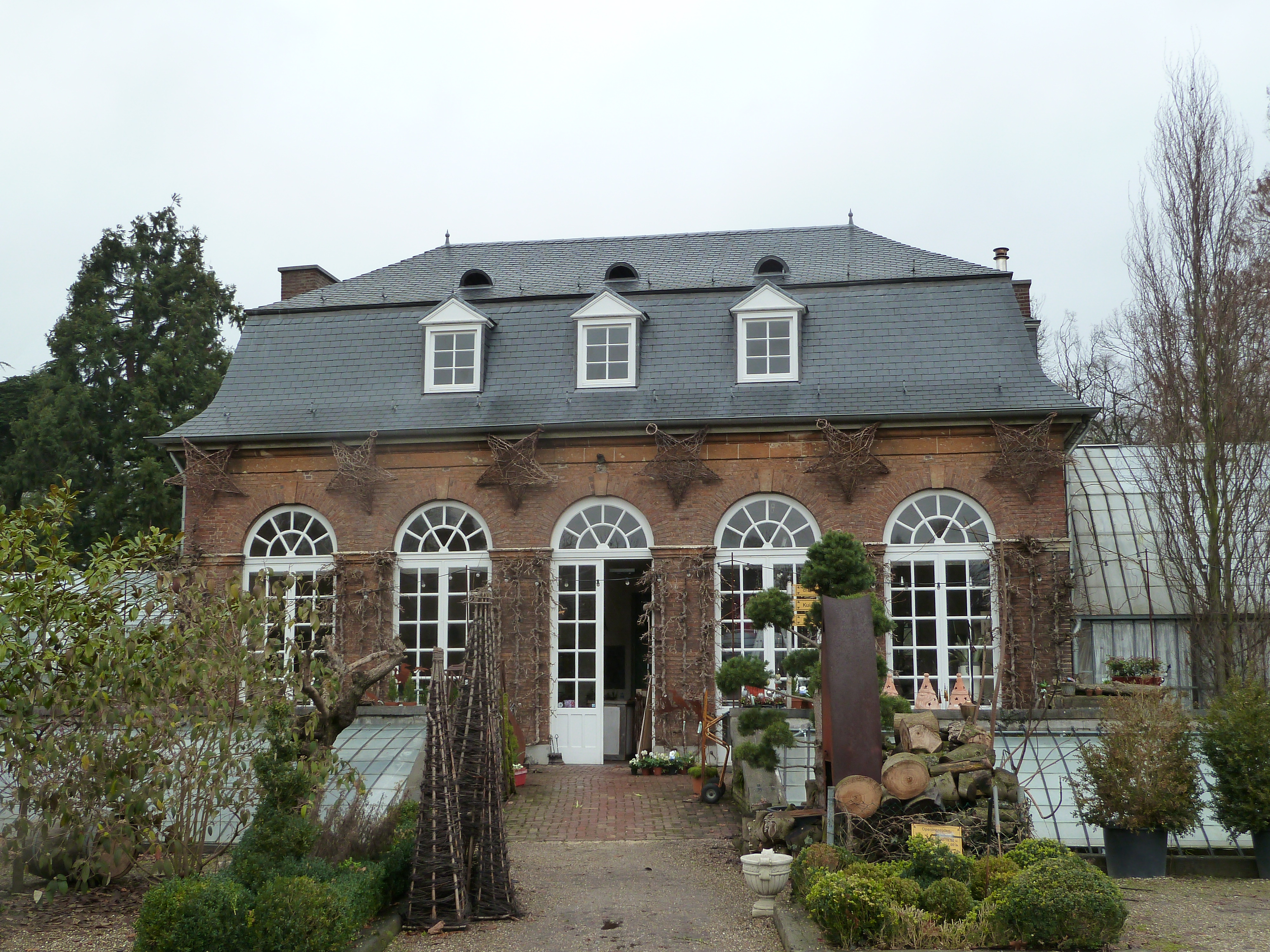
Il castello di Amstenrade

Amstenrade (in limburghese: Awstroa o Austroa) è un villaggio (dorp) di circa 1 700 abitanti del sud-est dei Paesi Bassi, facente parte della provincia del Limburgo (Limburg) e situato tra le regioni di Westelijke Mijnstreek e Heuvelland, nei pressi del confine con la Germania. Dal punto di vista amministrativo, si tratta di un ex-comune, dal 1982 accorpato alla municipalità di Schinnen, comune a sua volta inglobato nel 2019 nella nuova municipalità di Beekdaelen.

## Geografia fisica
Amstenrade si trova a pochi chilometri ad est di Maastricht, a sud/sud-est di Sittard e a sud della città tedesca di Gangelt.

## Origini del nome
Il toponimo Amstenrade, attestato anticamente come Anstenroden, Anstenrode, Ansteroide, Anxelroede, Amstenrode, Astenrade, Aestenrode, Amsenrat, Ansenrat e Amstenraedt, è formato dal nome di persona Ansto e dal termine rode, che significa "sfruttamento di un bosco".

## Storia

### Dalle origini ai giorni nostri
La località fu menzionata per la prima volta come Anstenraden in un documento del 1274, in cui si parlava della consacrazione di una cappella.
In seguito, nel 1319, Amstenrade entrò a far parte delle dipendenze del vescovo di Liegi.
Nel 1769, il villaggio fu acquisito dai conti De Marchand e d'Assenbourg.

### Simboli
Nello stemma di Amstenrade è raffigurata Santa Gertrude. Questo stemma è una combinazione dello stemma dei primi conti di Amstenrade e dello stemma dei secondi conti di Amstenrade.

## Monumenti e luoghi d'interesse
Amstenrade vanta 33 edifici classificati come rijksmonumenten e 42 edifici classificati come gemeentelijke monumenten.

### Architetture religiose

#### Chiesa dell'Immacolata Concezione di Maria
Principale edificio religioso di Amstenrade è la chiesa dell'Immacolata Concezione di Maria (Maria Onbevlekt Ontvangen), situata al nr. 3 di Aan de Kerk e costruita in stile neogotico nel 1852 su progetto dell'architetto Carl Weber ed ampliata tra il 1932 e il 1933.

### Architetture civili

#### Castello di Amstenrade
Altro edificio d'interesse è il castello di Amstenrade (Kasteel Amstenrade), un edificio in stile neoclassico, realizzato nella forma attuale tra il 1780 e il 1788 su progetto dell'architetto Bartholomé Digneffe e per volere del banchiere di Liegi Willems probabilmente sulle fondamenta di un castello preesistente.

## Società

### Evoluzione demografica
Al censimento del 2019, Amstenrade contava una popolazione pari a 1 710 abitanti, in maggioranza (51,6%) di sesso femminile.
La popolazione al di sotto dei 16 anni era pari a 215 unità, mentre la popolazione dai 65 anni in su era pari a 540 unità.
La località ha conosciuto un progressivo decremento demografico rispetto al 2016, quando Amstenrade contava 1 740 abitanti. In precedenza, si era invece assistito a un progressivo incremento demografico a partire dal 2014, quando Amstenrade contava 1 685 abitanti.

## Geografia antropica

### Suddivisioni amministrative
Il villaggio di Amstenrode include anche parte della buurtschap di Hommert.